# Index mizerie
Index mizerie (index útrap, index bídy) je makroekonomický ukazatel, který vyjadřuje součet míry inflace a míry nezaměstnanosti. Takto jej poprvé vyjádřil v sedmdesátých letech minulého století americký ekonom Arthur Okun. Poprvé byl index použit ve Spojených státech amerických v roce 1975 jako politický slogan Demokratické strany. V roce 1999 přidal další parametry profesor Robert Barro, a to růst HDP (ten jediný se odčítá) a výši úrokových měr. Čím nižší je index, tím lépe pro daný stát.

## Nevýhody indexu
Nevýhodou indexu je, že zkoumá státy pouze z hlediska ekonomiky, nijak nereflektuje úroveň života obyvatel, bezpečnost a další aspekty. Někdy je kritizována i jeho subjektivita. Dalším problémem je shodná váha ve výpočtu pro inflaci i nezaměstnanost.

## Žebříček indexu mizérie
Na základě statistik agentury The Economist Intelligence Unit vydává profesor Steve Hanke z americké Univerzity Johnse Hopkinse každý rok žebříček indexu mizérie pro desítky států napříč všemi osídlenými kontinenty.
Následující tabulka zobrazuje žebříček indexu mizerie dle Steva Hankeho v roce 2017. Státy jsou řazeny od nejhoršího po nejlepší. V rámci Evropy patří k nejhorším státům Ukrajina, Bosna a Hercegovina a Řecko. Na opačném konci se vyskytují např. Nizozemí, Rakousko, Irsko a Maďarsko. České republice patří mezi evropskými státy 7. nejlepší příčka.
| Pořadí | Název státu                  | Hodnota indexu mizerie | Hlavní faktor                 | Poznámka |
| ------ | ---------------------------- | ---------------------- | ----------------------------- | --- |
| 1      | Venezuela                    | 1106,8                 | Inflace                       | Venezuela se drží v čele žebříčku již od roku 2015, přičemž index stále závratně roste. Předpokládá se tak i pro rok 2018. Na vině je především hyperinflace. |
| 2      | Sýrie                        | 110,2                  | Nezaměstnanost                | Posunu výše v žebříčku napomáhá občanská válka. |
| 3      | Brazílie                     | 67,7                   | Úrokové míry                  | Brazílie nadále drží třetí místo z roku 2016. Hlavními problémy jsou korupce a selhávání důchodového systému.                                                 |
| 4      | Argentina                    | 57,9                   | Inflace                       | Argentina si oproti předešlému roku polepšila o 2 příčky (byla druhá).                                                                                        |
| 5      | Egypt                        | 54,2                   | Inflace                       | Ačkoliv Egypt v tabulce meziročně klesl, ve skutečnosti jeho index vzrostl.                                                                                   |
| 6      | Nigérie                      | 62,1                   | Nezaměstnanost                | |
| 7      | JAR                          | 42,5                   | Nezaměstnanost                | |
| 8      | Bosna a Hercegovina          | 42,4                   | Nezaměstnanost                | |
| 9      | Ukrajina                     | 36,9                   | Úrokové míry                  | |
| 10     | Svatý Tomáš a Princův ostrov | 35,6                   | Úrokové míry                  | |
| 11     | Írán                         | 34,6                   | Úrokové míry                  | |
| 12     | Jamajka                      | 32,1                   | Úrokové míry                  | |
| 13     | Ázerbájdžán                  | 31,7                   | Inflace                       | |
| 14     | Turecko                      | 30,9                   | Úrokové míry                  | |
| 15     | Severní Makedonie            | 29,4                   | Nezaměstnanost                | |
| 16     | Palestina                    | 28,4                   | Nezaměstnanost                | |
| 17     | Jordán                       | 27,5                   | Nezaměstnanost                | |
| 18     | Arménie                      | 27,4                   | Nezaměstnanost                | |
| 19     | Kolumbie                     | 27,2                   | Úrokové míry                  | |
| 20     | Řecko                        | 26,6                   | Nezaměstnanost                | |
| 21     | Dominikánská republika       | 25,8                   | Úrokové míry                  | |
| 22     | Srbsko                       | 25,3                   | Nezaměstnanost                | |
| 23     | Uruguay                      | 24,9                   | Úrokové míry                  | |
| 24     | Gruzie                       | 24,3                   | Nezaměstnanost + Úrokové míry | |
| 25     | Peru                         | 24,1                   | Úrokové míry                  | |
| 26     | Alžírsko                     | 24,0                   | Nezaměstnanost                | |
| 27     | Paraguay                     | 23,6                   | Úrokové míry                  | |
| 28     | Kazachstán                   | 22,5                   | Úrokové míry                  | |
| 29     | Honduras                     | 22,2                   | Úrokové míry                  | |
| 30     | Saúdská Arábie               | 20,2                   | Nezaměstnanost                | |
| 31     | Barbados                     | 20,2                   | Nezaměstnanost                | |
| 32     | Srí Lanka                    | 18,9                   | Úrokové míry                  | |
| 33     | Kostarika                    | 18,3                   | Úrokové míry                  | |
| 34     | Trinidad a Tobago            | 18,1                   | Úrokové míry                  | |
| 35     | Španělsko                    | 18,1                   | Nezaměstnanost                | |
| 36     | Rusko                        | 17,7                   | Úrokové míry                  | |
| 37     | Guatemala                    | 17,6                   | Úrokové míry                  | |
| 38     | Moldavsko                    | 17,3                   | Úrokové míry                  | |
| 39     | Nikaragua                    | 17,2                   | Úrokové míry                  | |
| 40     | Bolívie                      | 16,2                   | Úrokové míry                  | |
| 41     | Mauricius                    | 15,7                   | Úrokové míry                  | |
| 42     | Indonésie                    | 15,1                   | Úrokové míry                  | |
| 43     | Chorvatsko                   | 14,9                   | Nezaměstnanost                | |
| 44     | Indie                        | 14,6                   | Úrokové míry                  | |
| 45     | Mexiko                       | 14,5                   | Úrokové míry                  | |
| 46     | Papua Nová Guinea            | 14,1                   | Úrokové míry                  | |
| 47     | Itálie                       | 14,0                   | Nezaměstnanost                | |
| 48     | Albánie                      | 12,4                   | Nezaměstnanost                | |
| 49     | Salvador                     | 12,1                   | Nezaměstnanost                | |
| 50     | Chile                        | 12,1                   | Nezaměstnanost                | |
| 51     | Kypr                         | 12,0                   | Nezaměstnanost                | |
| 52     | Bangladéš                    | 12,0                   | Úrokové míry                  | |
| 53     | Portugalsko                  | 11,7                   | Nezaměstnanost                | |
| 54     | Ekvádor                      | 11,1                   | Úrokové míry                  | |
| 55     | Pákistán                     | 11,1                   | Úrokové míry                  | |
| 56     | Kuvajt                       | 10,6                   | Úrokové míry                  | |
| 57     | Austrálie                    | 10,4                   | Nezaměstnanost                | |
| 58     | Bulharsko                    | 10,2                   | Nezaměstnanost                | |
| 59     | Litva                        | 10,0                   | Nezaměstnanost                | |
| 60     | Francie                      | 9,9                    | Nezaměstnanost                | |
| 61     | Belgie                       | 9,8                    | Nezaměstnanost                | |
| 62     | Spojené království           | 9,6                    | Nezaměstnanost                | |
| 63     | Polsko                       | 9,5                    | Nezaměstnanost                | |
| 64     | Lotyšsko                     | 9,1                    | Nezaměstnanost                | |
| 65     | Nový Zéland                  | 9,1                    | Úrokové míry                  | |
| 66     | Estonsko                     | 9,1                    | Nezaměstnanost                | |
| 67     | Slovinsko                    | 8,7                    | Nezaměstnanost                | |
| 68     | Panama                       | 8,6                    | Úrokové míry                  | |
| 69     | USA                          | 8,2                    | Nezaměstnanost                | |
| 70     | Mali                         | 8,2                    | Nezaměstnanost                | |
| 71     | Finsko                       | 8,1                    | Nezaměstnanost                | |
| 72     | Kanada                       | 7,9                    | Nezaměstnanost                | |
| 73     | Filipíny                     | 7,8                    | Nezaměstnanost                | |
| 74     | Slovensko                    | 7,7                    | Nezaměstnanost                | |
| 75     | Švédsko                      | 7,3                    | Nezaměstnanost                | |
| 76     | Vietnam                      | 7,0                    | Úrokové míry                  | |
| 77     | Dánsko                       | 6,4                    | Nezaměstnanost                | |
| 78     | Malajsie                     | 6,1                    | Úrokové míry                  | |
| 79     | Hongkong                     | 5,9                    | Úrokové míry                  | |
| 80     | Jižní Korea                  | 5,9                    | Nezaměstnanost                | |
| 81     | Norsko                       | 5,5                    | Nezaměstnanost                | |
| 82     | Švýcarsko                    | 5,2                    | Nezaměstnanost                | |
| 83     | Izrael                       | 5,0                    | Nezaměstnanost                | |
| 84     | Německo                      | 4,7                    | Nezaměstnanost                | |
| 85     | Tchaj-wan                    | 4,7                    | Nezaměstnanost                | |
| 86     | Katar                        | 4,7                    | Úrokové míry                  | |
| 87     | Česko                        | 4,6                    | Úrokové míry                  | |
| 88     | Singapur                     | 4,6                    | Úrokové míry                  | |
| 89     | Island                       | 4,6                    | Úrokové míry                  | |
| 90     | Rumunsko                     | 4,5                    | Úrokové míry                  | |
| 91     | Maďarsko                     | 4,5                    | Nezaměstnanost                | |
| 92     | Irsko                        | 4,3                    | Nezaměstnanost                | |
| 93     | Rakousko                     | 4,3                    | Nezaměstnanost                | |
| 94     | Thajsko                      | 4,3                    | Úrokové míry                  | |
| 95     | Nizozemsko                   | 4,2                    | Nezaměstnanost                | |
| 96     | Japonsko                     | 3,2                    | Nezaměstnanost                | |
| 97     | Malta                        | 3,2                    | Nezaměstnanost                | |
| 98     | Čína                         | 2,9                    | Úrokové míry                  | |